# Boltonidris mirabilis
Boltonidris mirabilis  (лат.) — ископаемый вид муравьёв трибы Stenammini (Myrmicinae, Formicidae), единственный в составе монотипического рода Boltonidris Radchenko, Dlussky, 2012. Обнаружен в эоценовом ровненском янтаре (Украина).

## Описание
Длина красноватого тела менее 3 мм. Усики 12-члениковые с 3-члениковой булавой. Мандибулы с двумя зубцами на жевательном крае. Скапус длинный, достигает затылка. Глаза мелкие, примерно с 15 омматидиями. Затылочный край с небольшой выемкой. Усиковые бороздки не развиты. На пронотуме два небольших выступа-зубца. В срединной дорзальной части головы есть медиальная бороздка. Род Boltonidris назван в честь британского мирмеколога Б. Болтона (Британский музей, Лондон). Boltonidris это единственный ископаемый род в составе трибы Stenammini.